# Bola de fuego de Naga

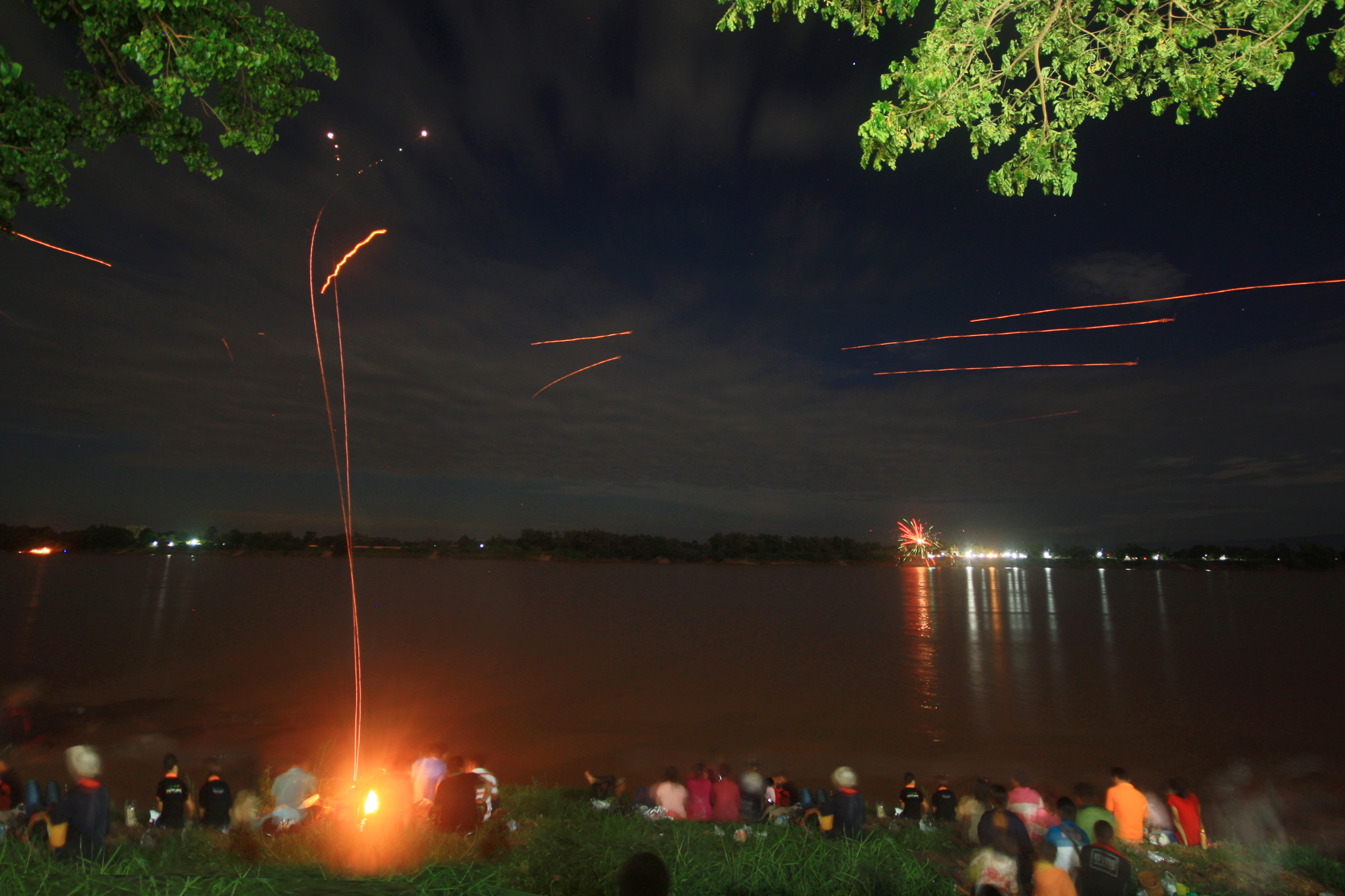
Bolas de fuego de Naga

Bolas de fuego del Naga (tailandés: บั้งไฟพญานาค, payanak del bangfai) es un fenómeno que ocurre en el río Mekong - situado en Tailandia (provincias de Nong Khai e Isan) y en Laos - en el cual bolas de fuego que brillan intensamente se elevan de las profundidades. Las bolas son de color rojizo y sobre el tamaño de un huevo; se levantan un par de cientos de metros antes de desaparecer. El número de bolas de fuego es variable,  se ha llegado a informar de decenas de miles por noche.
Las bolas de fuego se han visto durante siglos[cita requerida] y se pueden observar más a menudo alrededor de la noche de Awk Wan Pansa - al final del retiro budista de las lluvias - en octubre, aunque las exhibiciones también se han divulgado en marzo, abril, mayo, junio y septiembre. El fenómeno, que cada año atrae a millares de turistas, coincide con el final del Festival Budista de Lent en la provincia de Nong Kai cerca de la frontera con Laos en las noches de luna llena de octubre.
Bolas de fuego similares se han llegado a apreciar en contadas ocasiones en el océano Pacífico cerca de las costas de Guerrero en México, estas bolas han sido avistadas por los pueblos de las montañas cercanas a la costa y afirman que son de proporciones colosales.
Mientras los científicos buscan respuestas, muchos locales relacionan el fenómeno, que coincide con el fin del Vassa —también conocido como la cuaresma budista, en la que los monjes se retiran a sus templos durante la época del monzón— con la serpiente mitológica Naga. Algunas fuentes populares señalan que Naga lanza las bolas incandescentes para saludar a Buda en su visita a la Tierra al finalizar el Vassa, que dura unos tres meses, entre julio y octubre, en función del calendario lunar.

## Causas
Los nativos creen que son producidas por el dios-serpiente Naga, algunas personas especulan que es algún tipo de fermentación en el fondo del agua y hay quien dice que son disparos o bengalas de soldados.
La hipótesis de las balas trazadoras es la más plausible, pues explica que el fenómeno se restrinja a las fechas del festival y es perfectamente compatible con el aspecto y comportamiento físico de los objetos incandescentes. Se ha filmado a soldados laosianos disparando desde el otro lado del río con balas trazadoras, y la gran distancia y el bullicio del festival impiden oír los disparos.